# Om Namah Shivay
Om Namah Shivay è un album in studio da solista della cantante tedesca Nina Hagen, pubblicato nel 1999.

## Descrizione
Si tratta di una raccolta di bhajan induisti, tipici canti devozionali che includono mantra e preghiere.

## Tracce
1. Shank Invocation, Ganesha Mantra and Om With Digeridoo – 2:46
2. From Durga Saptashati (700 Names in Praise of Mother Durga) – 1:59
3. Shri Siddha Siddeshvari Mata Haid Akandeshvariji Aarati! – 4:43
4. Mrityunjaya Mantra – 1:41
5. Jai Mata Kali Jai Mata Durge! – 4:34
6. Hare Krisna Hare Rama! – 5:31
7. He Shiva Shankara – 5:46
8. Om Namah Shivay! – 5:45
9. Gayatri Mantra! – 1:30
10. Oh Mata Haidhakandeshvari! – 5:16
11. Sankirtana! – 7:53
12. Hara Hara Amarnatha Gange – 6:23
13. Shanti Mantra – 1:45

Disco Bonus: 1008 Indische Nächte Live
1. Shiva shambu – 5:51
2. Jay Mata Kali Mata Durge – 3:28
3. Amba Bhadjan – 5:33
4. Shiva Shiva Mahadeva – 4:16
5. Hare Krisna Hare Rama – 3:51
6. Jay Bajaranga Bali Jay Hanuman – 5:19
7. He Shiva Shankara – 3:46
8. Only Love can Save your Life – 4:47
9. Shiva Bhajan – 6:46
10. Sankirtana – 6:12
11. Jay Shambu – 5:15
12. No Poison – 3:38
13. Bonus Movie – 4:02